# 拜恩德岩
拜恩德岩（英語：Binder Rocks）是南極洲的岩石，位於瑪麗伯德地，處於錫格林岩以南7公里的馬丁半島西部，在1947年1月由美國海軍拍攝空中照片，現時由南極條約體系管理。